# Ignazio d'Amico
Ignazio D'Amico (Catania, XVII secolo – Agrigento, 15 dicembre 1668) è stato un vescovo cattolico italiano.

## Biografia
Il catanese Ignazio D'Amico resse la diocesi di Patti solo per 4 anni, ma vi lasciò segni indelebili della sua presenza, prima di essere trasferito nel 1666 ad Agrigento.
Si deve a questo vescovo la raccolta di tutte le scritture, dei contratti, delle liti, dei decreti e delle bolle che costituiscono oggi l'Arca Magna dell'Archivio Capitolare. Esperti da lui incaricati vi raccolsero il materiale in 40 volumi, secondo il contenuto, ricucendo anche in essi documenti originali e pergamene, di grande interesse per la storia religiosa e politica non solo della Sicilia. Un Libro Maestro in due volumi ne raccoglie gli indici e li completa con l'aggiunta di sommari e materiale vario.
Due poderosi volumi di 1198 fogli contengono gli Atti di una visita da lui compiuta alla diocesi, che fornisce dati preziosi sulle chiese e sulle loro dotazioni, sul numero di anime e sacerdoti, sulle suppellettili sacre, suppliche e controversie; un insieme che dà anche nei dettagli uno spaccato vivace e documentato sulla vita della diocesi pattese.
Nel 1666 fu nominato vescovo di Agrigento, dove morì il 15 dicembre 1668.

## Genealogia episcopale
La genealogia episcopale è:
- Cardinale Guillaume d'Estouteville, O.S.B.Clun.
- Papa Sisto IV
- Papa Giulio II
- Cardinale Raffaele Riario
- Papa Leone X
- Papa Clemente VII
- Cardinale Antonio Sanseverino, O.S.Io.Hieros.
- Cardinale Giovanni Michele Saraceni
- Papa Pio V
- Cardinale Innico d'Avalos d'Aragona, O.S.Iacobi
- Cardinale Scipione Gonzaga
- Patriarca Fabio Biondi
- Papa Urbano VIII
- Cardinale Cosimo de Torres
- Cardinale Pier Luigi Carafa
- Cardinale Federico Sforza
- Vescovo Ignazio d'Amico